# Czakali
Czakali (bułg. Чакали) – wieś w Bułgarii, w obwodzie Wielkie Tyrnowo, w gminie Elena. W 2024 roku liczyła 74 mieszkańców.